# Frekhaug
Frekhaug è un villaggio della Norvegia, situato nella municipalità di Alver, nella contea di Vestland.